# Tsagonus concolor
Tsagonus concolor är en mångfotingart som först beskrevs av Paul Gervais 1847.  Tsagonus concolor ingår i släktet Tsagonus och familjen Dalodesmidae. Inga underarter finns listade i Catalogue of Life.